# Канэко, Гэндзиро
Гэндзиро Канэко (яп. 金子 原二郎; род. 8 мая 1944, Ikitsuki, Нагасаки) — японский государственный деятель, министр сельского хозяйства, лесных угодий и рыбного промысла Японии (2021—2022).

## Биография
Родился 8 мая 1944 года в Икицуки, префектура Нагасаки, Япония. Окончил Университет Кэйо.
Канеко впервые поступил на государственную должность в качестве члена региональной ассамблеи префектуры Нагасаки в 1975 году. В 1983 году он выдвигался на место в Палате представителей от своей префектуры, одно из которых тогда занимал его отец Ивадзо. Гэндзиро одержал победу на выборах в декабре того же года, а его отец скончался спустя девять дней после этого в возрасте 79 лет.
Канэко трижды переизбирался в Палату представителей в 1986, 1990 и 1993 годах. В 1998 году, во время своего пятого срока в парламенте, Канеко ушёл в отставку для участия в выборах губернатора Нагасаки. Он занимал пост главы префектуры в 1998—2010 годах. В 2010 году он принял решение не выдвигаться на четвёртый губернаторский срок и публично поддержал на выборах своего заместителя Ходо Накамуру. С 2010 по 2022 год Канэко представлял Нагасаки в японской Палате советников.
В октябре 2021 года Канэко получил портфель министра сельского хозяйства, лесных угодий и рыбного промысла Японии в кабинете Фумио Кисиды и занимал этот пост по 10 августа 2022 года.